# Dusona negata
Dusona negata är en stekelart som först beskrevs av Turner 1919.  Dusona negata ingår i släktet Dusona och familjen brokparasitsteklar. Inga underarter finns listade i Catalogue of Life.